# Cremosano
Cremosano là một đô thị ở tỉnh Cremona, vùng Lombardia của Italia, có vị trí cách khoảng 35 km về phía đông của Milan và khoảng 45 km về phía tây bắc của Cremona. Tại thời điểm ngày 31 tháng 12 năm 2004, đô thị này có dân số 1.244 người và diện tích là 5,8 km².
Cremosano giáp các đô thị: Campagnola Cremasca, Casaletto Vaprio, Crema, Trescore Cremasco.